# 迪森
迪森（法語：Diesen，法語發音：[dizən]；洛林法兰克语：Diesen）是法国摩泽尔省的一个市镇，位于该省中北部，属于福尔巴克-布莱摩泽尔区。

## 地理
迪森（49°10'40"N, 6°40'41"E）面积5.47 平方千米，位于法国大東部大區摩泽尔省，该省份为法国东北部内陆省份，是洛林的一部分，西南接默尔特-摩泽尔省，东临下莱茵省，北与卢森堡和德国接壤。
与迪森接壤的市镇（或旧市镇、城区）包括：波尔瑟莱特、卡兰、克勒茨瓦尔德、阿姆苏瓦尔斯贝格、聖阿沃爾德。

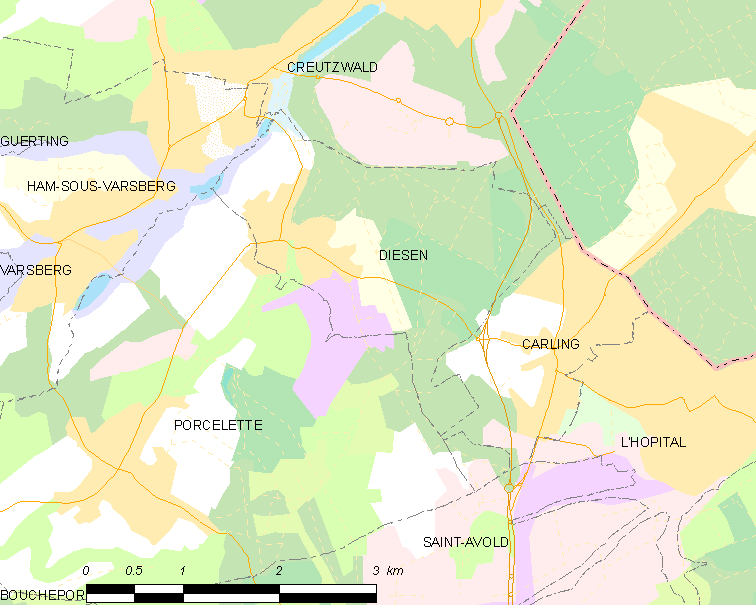
迪森的OSM定位图

迪森的时区为UTC+01:00、UTC+02:00（夏令时）。

## 行政
迪森的邮政编码为57890，INSEE市镇编码为57765。

## 政治
迪森所属的省级选区为圣阿沃尔德县。

## 人口

1962-2008年间迪森人口变化图示

迪森于2022年1月1日时的人口数量为1029人。